# Stoke Wake
Stoke Wake – osada w Anglii, w hrabstwie Dorset. Leży 19 km na północny wschód od miasta Dorchester i 171 km na południowy zachód od Londynu.